# Virbo med Ekö
Virbo med Ekö este o arie protejată (arie specială de conservare — SAC, sit de importanță comunitară — SCI, arie de protecție specială avifaunistică — SPA) din Suedia întinsă pe o suprafață de 584,4 ha, integral pe uscat.

## Localizare
Centrul sitului Virbo med Ekö este situat la coordonatele 57°20′03″N 16°34′47″E / 57.3342°N 16.5797°E.

## Înființare
Situl Virbo med Ekö a fost declarat sit de importanță comunitară în ianuarie 1998 pentru a proteja 4 specii de animale. Alte tipuri de protecție:
- arie de protecție specială avifaunistică (în ianuarie 1998)[2]
- arie specială de conservare (în martie 2011)[1][3][4]

## Biodiversitate
Situată în ecoregiunile boreală și marină baltică, aria protejată conține 9 habitate naturale: Faleze cu vegetație de pe coastele atlantice și baltice, Estuare, Păduri caducifoliate de mlaștină fino-scandinave, Insulițe și insule mici din Baltica boreală, Golfuri mici largi și golfuri puțin adânci, Recifuri, Vegetație perenă pe țărmurile stâncoase, Lagune de coastă, Taiga vestică.
La baza desemnării sitului se află mai multe specii protejate de  păsări (4): ciocănitoare neagră (Dryocopus martius), pescăriță mare (Sterna caspia), chiră de baltă (Sterna hirundo), Sterna paradisaea.